# Crotalaria sagittalis
Crotalaria sagittalis är en ärtväxtart som beskrevs av Carl von Linné. Crotalaria sagittalis ingår i släktet sunnhampor, och familjen ärtväxter. Inga underarter finns listade i Catalogue of Life.